# Cíes

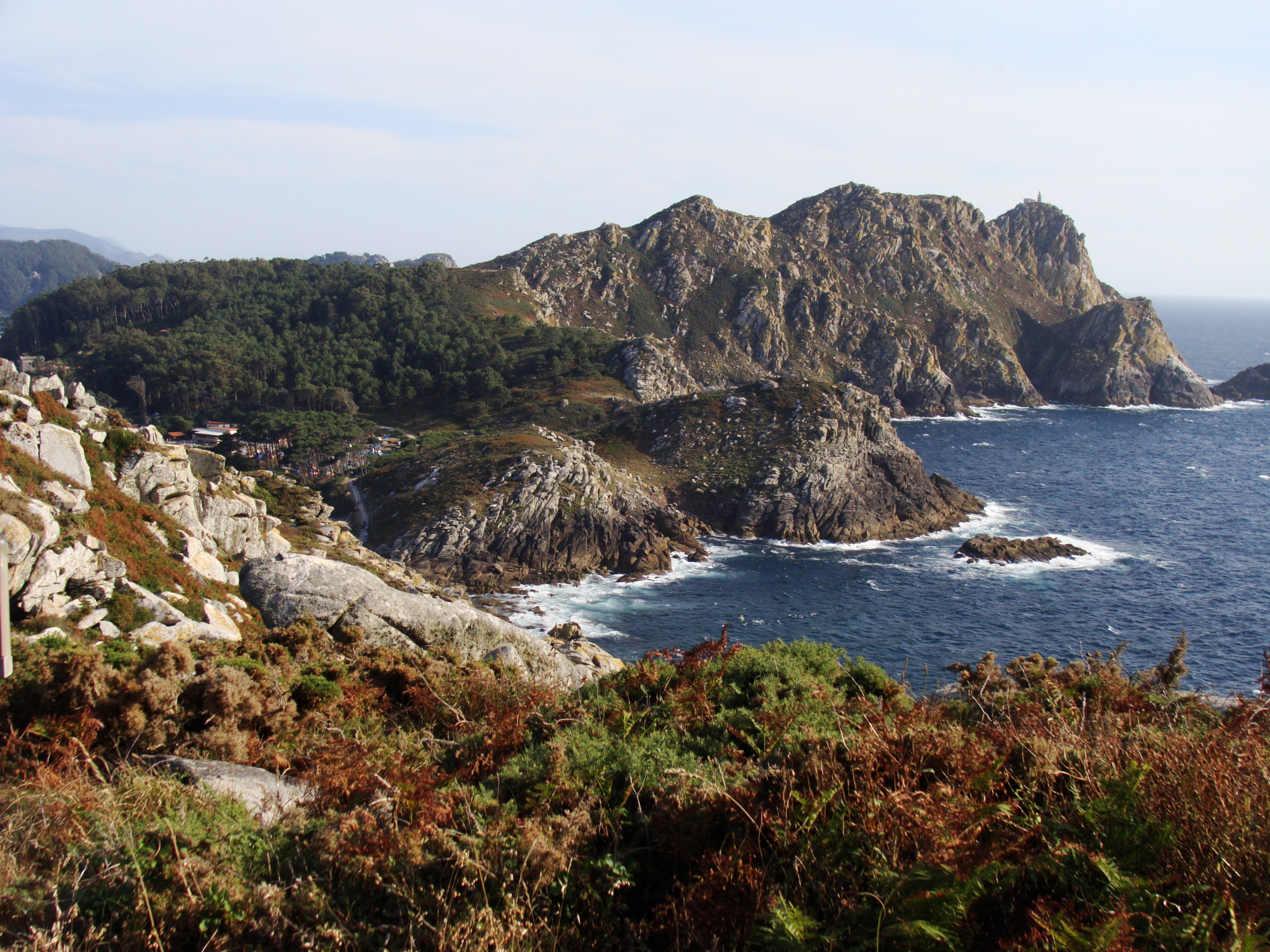
Illa do Faro

Ostrovy Cíes jsou souostroví blízko pobřeží provincie Pontevedra v Galicii (Španělsko) při ústí zátoky Ría de Vigo. Patří pod správu obce San Francisco de Afora ve správním obvodu města Vigo. Roku 1980 byly vyhlášeny přírodní rezervací. Jsou součástí Národního parku Atlantických ostrovů Galicie (Parque Nacional das Illas Atlánticas de Galiza), vytvořeného roku 2002.
V roce 2007 vybraly britské noviny The Guardian pláž Rodas na ostrově Monteagudo coby „nejlepší pláž na světě“.

## Souostroví
Ostrovy Cíes tvoří tři ostrovy: Monteagudo („Ostrá hora“ nebo také Severní ostrov), do Faro („Ostrov s majákem“ nebo Prostřední ostrov) a San Martiño („Svatý Martin“ nebo Jižní ostrov).
Monteagudo dělí od poloostrova Morrazo Severní kanál, zatímco San Martiño je oddělen od mysu Santoulo (hora Ferro) průlivem Freu da Porta. Ostrovy do Faro a San Martiño spojuje na východě písečný pás dlouhý 1 200 m, známý jako pláž Rodas. Během přílivu protéká moře mezi ostrovy na západní straně až k pláži, která mu je překážkou. Takto voda naplňuje lagunu mezi pláží a skálami. Nejvyšší vrchol je Alto das Cíes (197 m) na Monteagudo.
Ostrovy se zformovaly ke konci třetihor, kdy se potopily části pobřeží, čímž se vytvořily tzv. rías („ústí řek“). Všechny tři ostrovy jsou vrcholy pobřežních hor, které se dnes částečně nachází pod mořskou hladinou. Jsou tvořené převážně žulou.
Na západě je země hornatá. Nachází se zde drsné, téměř kolmé útesy vysoké více než 100 m a spousta jeskyň (furnas), které vytvořila eroze způsobená mořem a větrem. Východní strana je méně strmá. Je pokryta lesy a křovinami. Díky tomu, že je chráněna před větry vanoucími z Atlantského oceánu, se zde tvoří pláže a duny.
Přeháňky z Atlantského oceánu přechází ostrovy a spadnou při kontaktu s pobřežím. Proto na ostrovech Cíes prší zhruba o polovinu méně než na zbytku pobřeží Rías Baixas.

## Přírodní rezervace
Ostrovy Cíes byly roku 1980 vyhlášeny přírodní rezervací díky vysoké hodnotě jejich přírodního potenciálu a také kvůli tomu, že tam lidské aktivity vedly k poškozování životního prostředí. Úroveň právní ochrany se různě měnila do 21. listopadu 2000, kdy se galicijský parlament jednomyslně rozhodl požádat centrální vládu o status národního parku. Španělský kongres poslanců žádost definitivně schválil v červnu 2002, čímž byl vytvořen Národní pozemně mořský park Atlantických ostrovů Galicie, tvořený několika souostrovími, ostrovy a ostrůvky, a to ostrovy Cíes, Ons, Sálvora, Noro, Vionta, Cortegada a Malveiras.
Mořská část parku ve vyměřena jako 100 m široký pás od pobřeží při odlivu. Od roku 1992 je na ostrovech zakázáno podvodní rybaření. Národní parky jsou přírodní oblasti, které jsou téměř nedotčeny činnostmi lidí a které mají na základě svých krajinných prvků, geologické struktury či ekosystémů estetické, ekologické, naučné či vědecké hodnoty, díky čemuž si zasluhují speciální ochranu. Z tohoto důvodu jsou na ostrovech Cíes zakázány všechny aktivity, které by změnily nebo ohrozily stabilitu tamních ekosystémů. Některé tradiční činnosti (jako např. tradiční rybaření) jsou povoleny pod podmínkou, že budou v souladu s životním prostředím a ochranou přírodních zdrojů.
Od roku 1988 mají ostrovy Cíes status ZEPA (Zona de Especial Protección para las Aves, španělský název pro Ptačí oblast) a jsou součástí soustavy chráněných území Natura 2000, která se podle směrnic Evropské unie zaměřuje na ochranu přírodních stanovišť a ptáků. Na ostrovech Cíes se nachází jedna z největších kolonií racků žlutonohých. Ptačí oblasti jsou chráněny zejména proto, aby se zabránilo znečištění a poničení míst, která ptáci obývají dlouhodobě nebo v období migrace.

## Fotogalerie

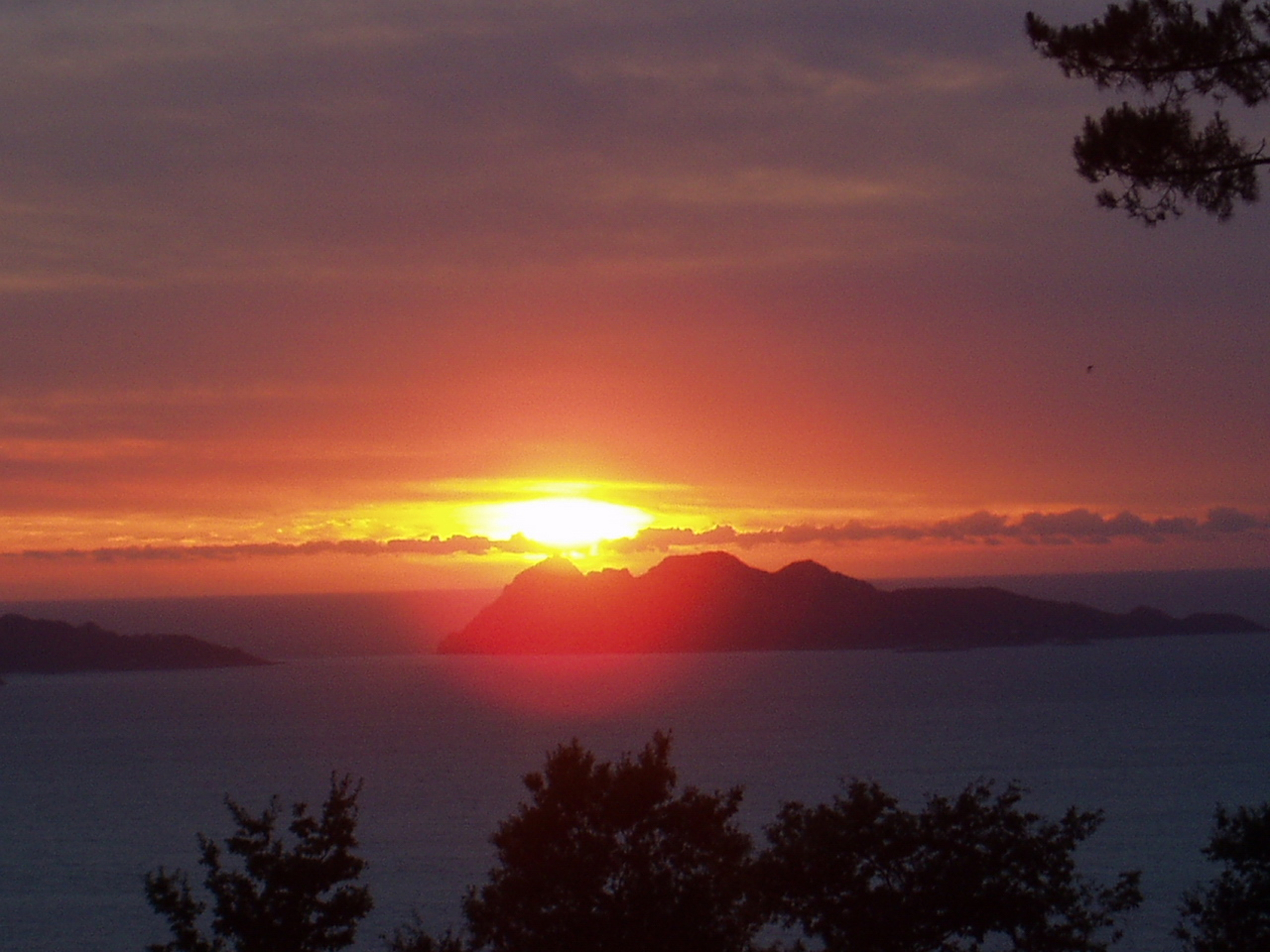
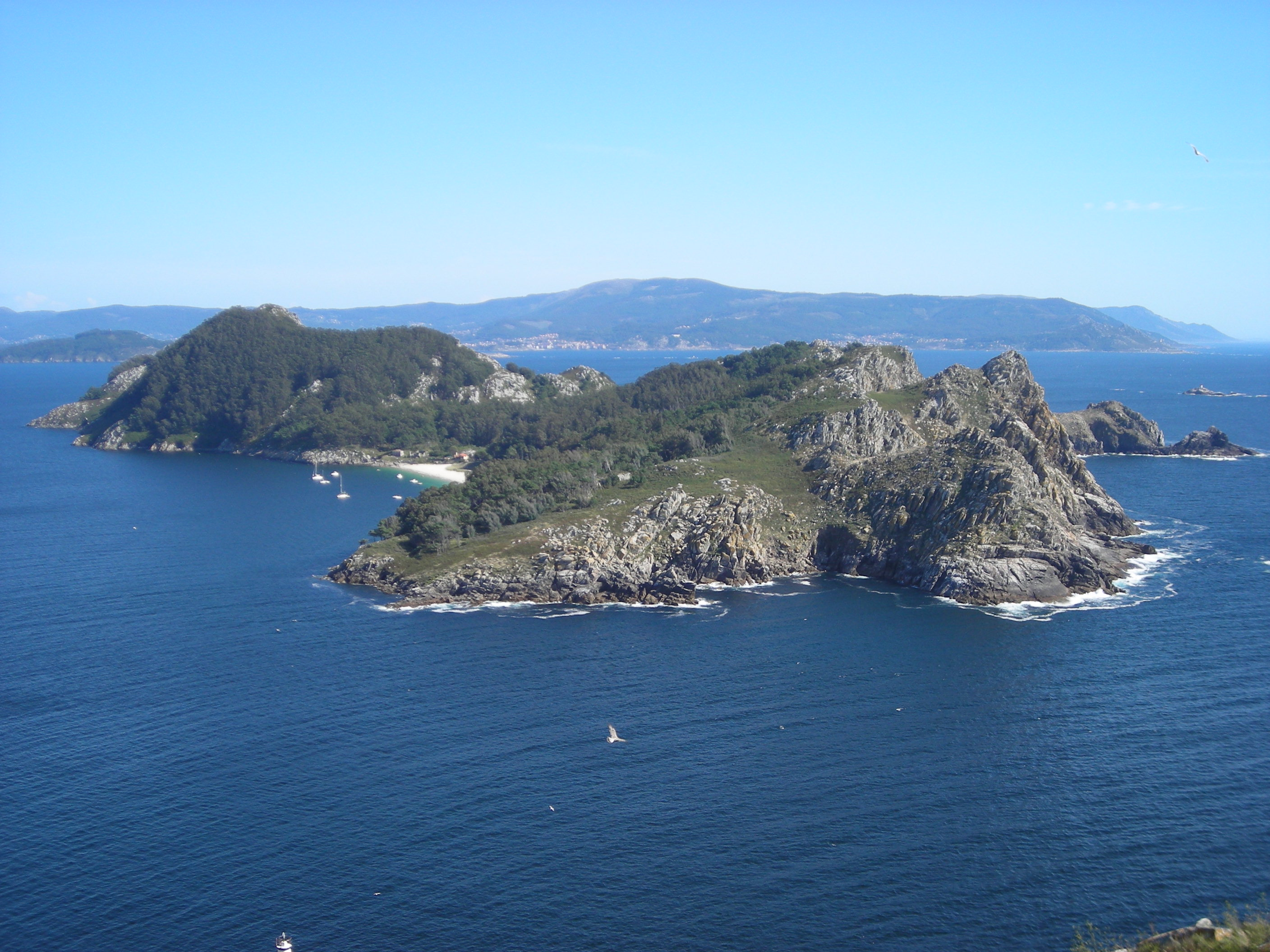
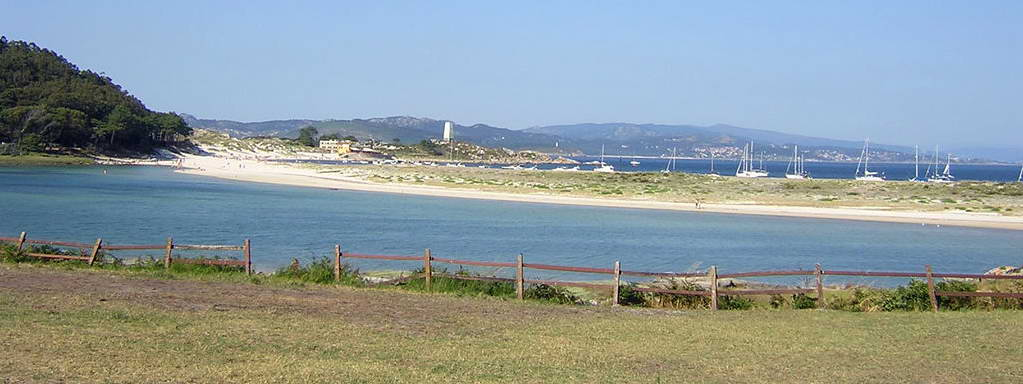
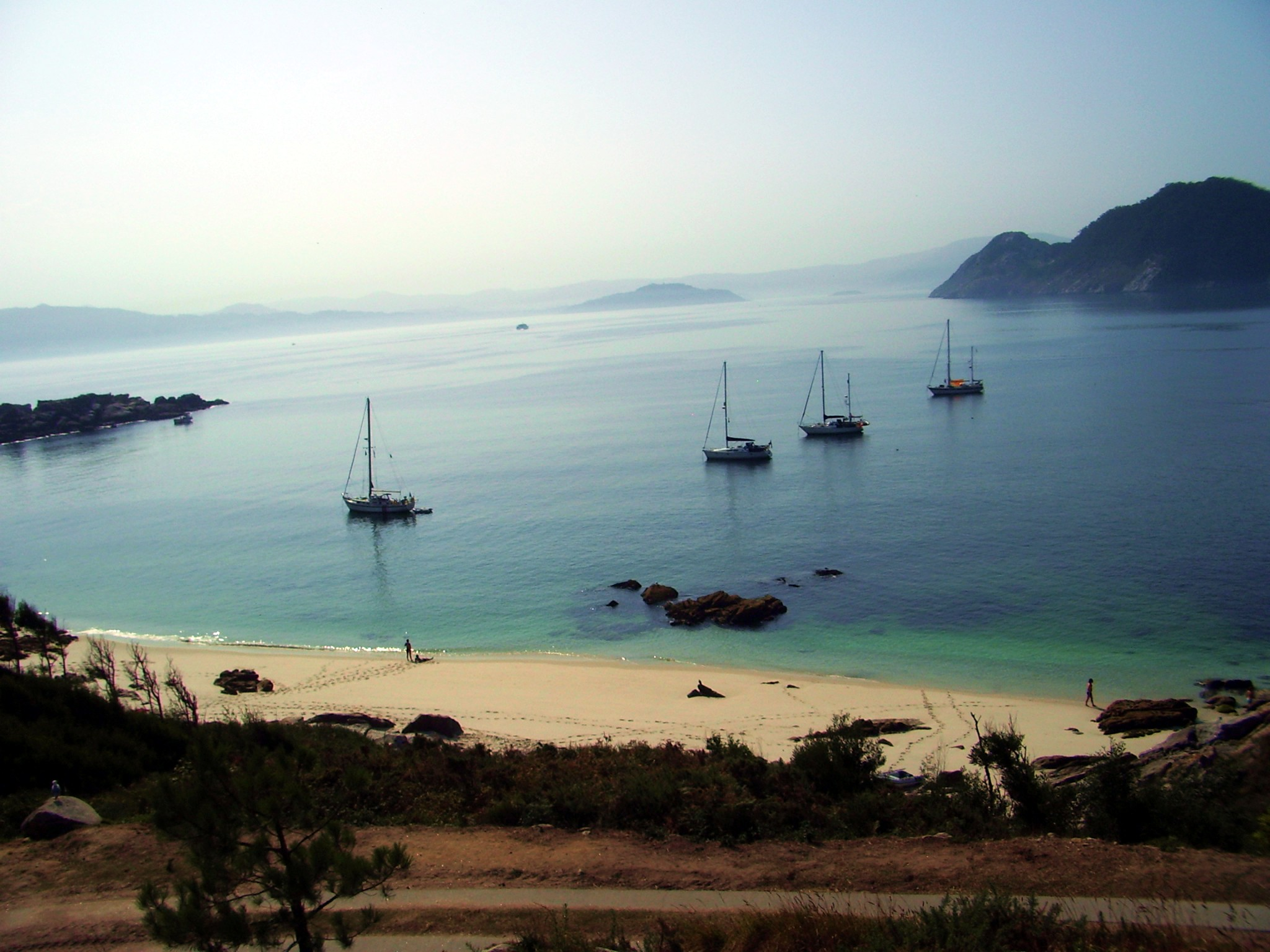
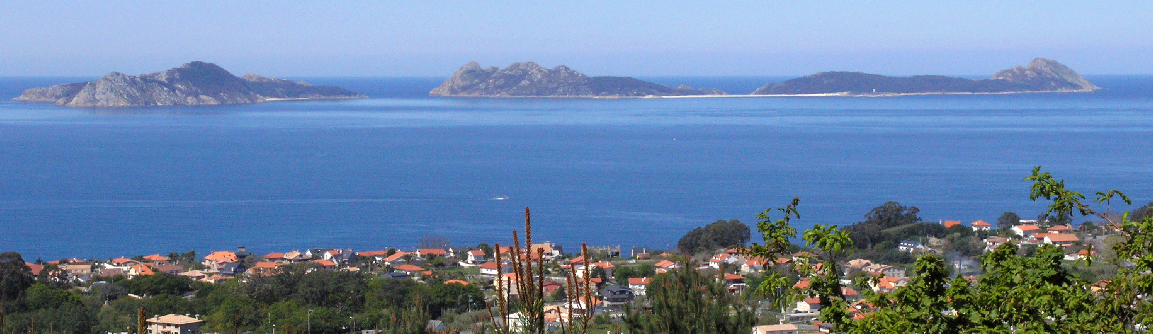
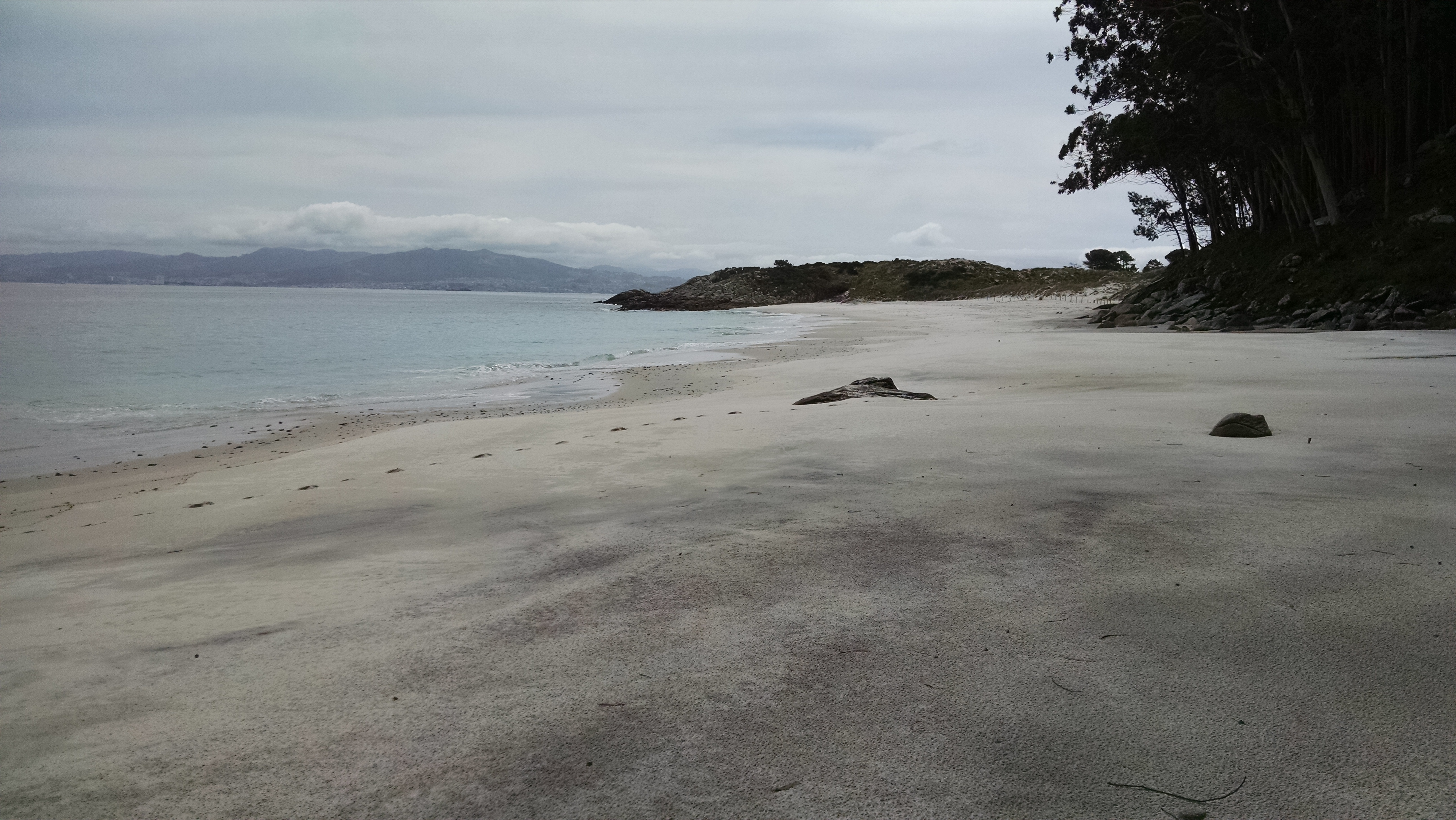

## Cestovní ruch
V létě zajišťují lodě spojení mezi ostrovem Monteagudo a přístavy Vigo, Baiona a Cangas. Na ostrově je kemp, ale turisté si musí rezervovat povolení k přístupu do kempu ve Vigu. Potřeby turistů zajišťuje obchod, návštěvnické centrum a restaurace. Na ostrovech se nenachází žádné odpadkové koše. Po návštěvnících se vyžaduje, aby své odpadky odváželi zpět na pevninu.

## Flóra
Křoviny tvoří hlavně autochtonní druhy, jako hlodáš, kručinka, chřest, vrabečnice (Thymelaea) nebo cist (Cistaceae).
Lesy se hodně změnily, jelikož většina původních druhů, jako fíkovník nebo pyrenejský dub (Quercus pyrenaica), téměř vymizela kvůli tomu, že téměř čtvrtina povrchu ostrovů byla osázena borovicemi a eukalypty. Silné větry s vysokým podílem soli zároveň zabraňují růstu stromů.
Některé vzácné i endemické pobřežní druhy rostou na dunách, plážích a útesech ve velmi extrémních klimatických podmínkách, jako např. lokálně ohrožená trávnička (Armeria pungens; v galicijštině herba de namorar neboli „květina lásky“) nebo významné množství camariñas (galicijský název rostliny Corema album), endemického druhu ze západního pobřeží Pyrenejského poloostrova.
V oblasti laguny roste flóra typická pro mokřady (např. sítina).

## Fauna
Na ostrovech Cíes se nachází největší kolonie racků na světě (kolem 22 000 párů); rackové jsou zde dominantním druhem. Podle sčítání se zde roku 1960 vyskytovalo 400 párů alkounů, kteří v dnešní době na ostrovech téměř vyhynuli. Nachází se zde spousta jiných druhů ptáků: holubi, buřňáci, pelikáni, hrdličky, datli a další druhy ptáků, kteří hnízdí na stromech a útesech. Hodně druhů ptáků zde tráví zimu nebo tu odpočívají během svých migračních cest. Na Alto da Campa (na ostrově do Faro) a na Faro do Peito (na San Martiño) jsou ornitologické pozorovatelny.